# Dangyang
Dangyang (当阳 ; pinyin : Dāngyáng) est une ville de la province du Hubei en Chine. C'est une ville-district placée sous la juridiction de la ville-préfecture de Yichang.

## Démographie
La population du district était de 494 566 habitants en 1999.